# Lambert Daniel Kastens
Lambert Daniel Kastens (* um 1690 in Norddeutschland wohl als Lambert Daniel Carstens; † 30. Oktober 1744 in Viborg, Dänemark) war ein deutscher Orgelbauer, dessen maßgebliche Werke in Dänemark zu finden sind.

## Leben
Kastens war Schüler und später Meistergeselle von Arp Schnitger in Neuenfelde bei Hamburg und übernahm nach dessen Tod seine Berechtigung zur Ausübung des Orgelbaus für Schleswig, Holstein, Oldenburg und Delmenhorst. Kastens hatte bald in Itzehoe seine eigene Werkstatt, die jedoch 1728 von seinem Kollegen Johann Dietrich Busch übernommen wurde. Dies war durch Kastens Ernennung zum königlich privilegierten Orgelbauer für Dänemark und Norwegen im selben Jahr begründet. Nach Kopenhagen war er 1722 auf Empfehlung von Vincent Lübeck gekommen. Dort schrieb er sich Kastens. Er gilt als bedeutendster Vertreter der Schnitger-Tradition in Dänemark, Norwegen und Schleswig-Holstein. Sein bekanntester Schüler war Hartvig Jochum Müller (ca. 1716–1793). Keines der Instrumente von Kastens ist erhalten, aber einige Prospekte blieben bewahrt.

## Werkliste
| Jahr      | Ort                   | Kirche                                    | Bild | Manuale | Register | Bemerkungen |
| --------- | --------------------- | ----------------------------------------- | ---- | ------- | -------- | --- |
| 1706      | Berlin-Charlottenburg | Schloss Charlottenburg (Eosander-Kapelle) |      | II/P    | 26       | Die Planung stammte von Schnitger, die Ausführung wird aber Kastens zugeschrieben. Das Instrument wurde 1944 zerstört. Heute steht eine rekonstruierte Orgel in der Eosander-Kapelle. |
| 1720      | Itzehoe               | St. Laurentii                             |      | III/P   | 43       | Die Arbeit wurde von Arp Schnitger begonnen, von Kastens jedoch fertiggestellt. Nur das Gehäuse und der Prospekt sind erhalten. → Orgel                                               |
| 1724      | Kopenhagen            | Garnisonskirche                           |      | II/P    | 30       | 1724 Rückpositiv ergänzt; Prospekt erhalten; Pfeifenwerk rekonstruiert. In der Itzehoer Werkstatt gefertigt.                                                                          |
| 1728      | Kopenhagen            | Reformert Kirke                           |      |         |          | ursprünglich für die Schlosskapelle von Kopenhagen gebaut; Prospekt erhalten |
| 1726–1729 | Oslo                  | Osloer Dom                                |      | III/P   | 49       | Prospekt erhalten |
| 1729      | Kopenhagen            | St. Petri                                 |      | III/P   | 44       | nicht erhalten |
| 1730      | Aarhus                | Dom zu Århus                              |      | III/P   | 43       | Prospekt und einige Register erhalten; heute III/P/89 |
| 1730      | Slangerup             | Slangerup kirke                           |      |         |          | 1855 ersetzt, Prospekt erhalten; heute II/p/12 |
| 1731      | Kopenhagen            | Trinitatis Kirke                          |      | III/P   | 39       | Prospekt erhalten |
| 1731–1732 | Schleswig             | Schleswiger Dom                           |      | II/P    | 38       | Erweiterungs-Umbau zusammen mit Johann Dietrich Busch; nur Prospekt von 1701 erhalten                                                                                                 |
| 1731–1732 | Flensburg             | Marienkirche                              |      |         |          | Umbau zusammen mit Johann Dietrich Busch; Prospekt erhalten (neues Rückpositiv) |
| 1733      | Kopenhagen            | Helligåndskirken                          |      |         |          | nicht erhalten |
| 1733      | Halden (Norwegen)     |                                           |      |         |          | nicht erhalten |
| 1733      | Kopenhagen            | Frauenkirche                              |      | III/P   | 50       | nicht erhalten |
| 1736      | Viborg                | Dom zu Viborg                             |      | II/P    | 30       | nicht erhalten |
| 1737–1740 | Kopenhagen            | Holmenskirche                             |      | III/P   | 43       | Prospekt erhalten |
| 1739–1741 | Kopenhagen            | Christiansborg, Schlosskirche             |      | III/P   | 42       | nicht erhalten |